# Sigale
Sigale (okzitanisch Sigala, italienisch Cigala) ist eine französische Gemeinde im Département Alpes-Maritimes in der Region Provence-Alpes-Côte d’Azur. Sie gehört zum Arrondissement Nizza und zum Kanton Vence.

## Geographie
Die Gemeinde liegt in den französischen Seealpen, im Regionalen Naturpark Préalpes d’Azur. Sie grenzt im Norden an Cuébris, im Osten an Roquestéron, im Südosten an La Roque-en-Provence, im Südwesten an Aiglun und im Westen an Sallagriffon.

## Bevölkerungsentwicklung
| Jahr      | 1962 | 1968 | 1975 | 1982 | 1990 | 1999 | 2008 | 2012 |
| --------- | ---- | ---- | ---- | ---- | ---- | ---- | ---- | ---- |
| Einwohner | 138  | 112  | 155  | 145  | 160  | 181  | 210  | 210  |

## Sehenswürdigkeiten
Siehe auch: Liste der Monuments historiques in Sigale
- Romanische Kirchen Saint-Michel, erbaut im 13. Jahrhundert, Monument historique
- Dorfbrunnen aus dem Jahr 1583, Monument historique
- Kapelle Notre-Dame-d’Entrevignes aus dem 16. Jahrhundert
- Schloss aus dem 19. Jahrhundert mit gotischem Tor

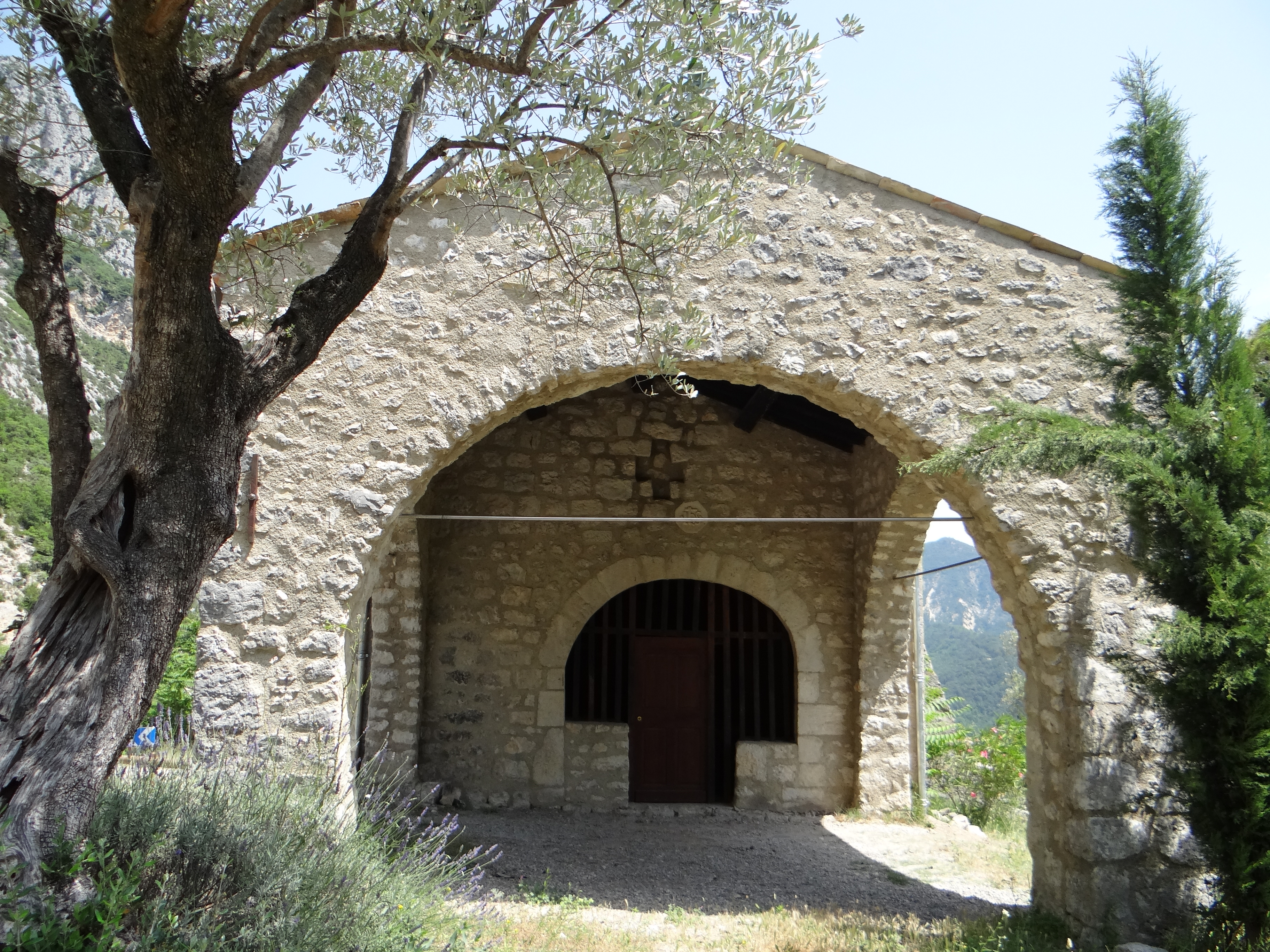
Kapelle Notre-Dame-d’Entrevignes
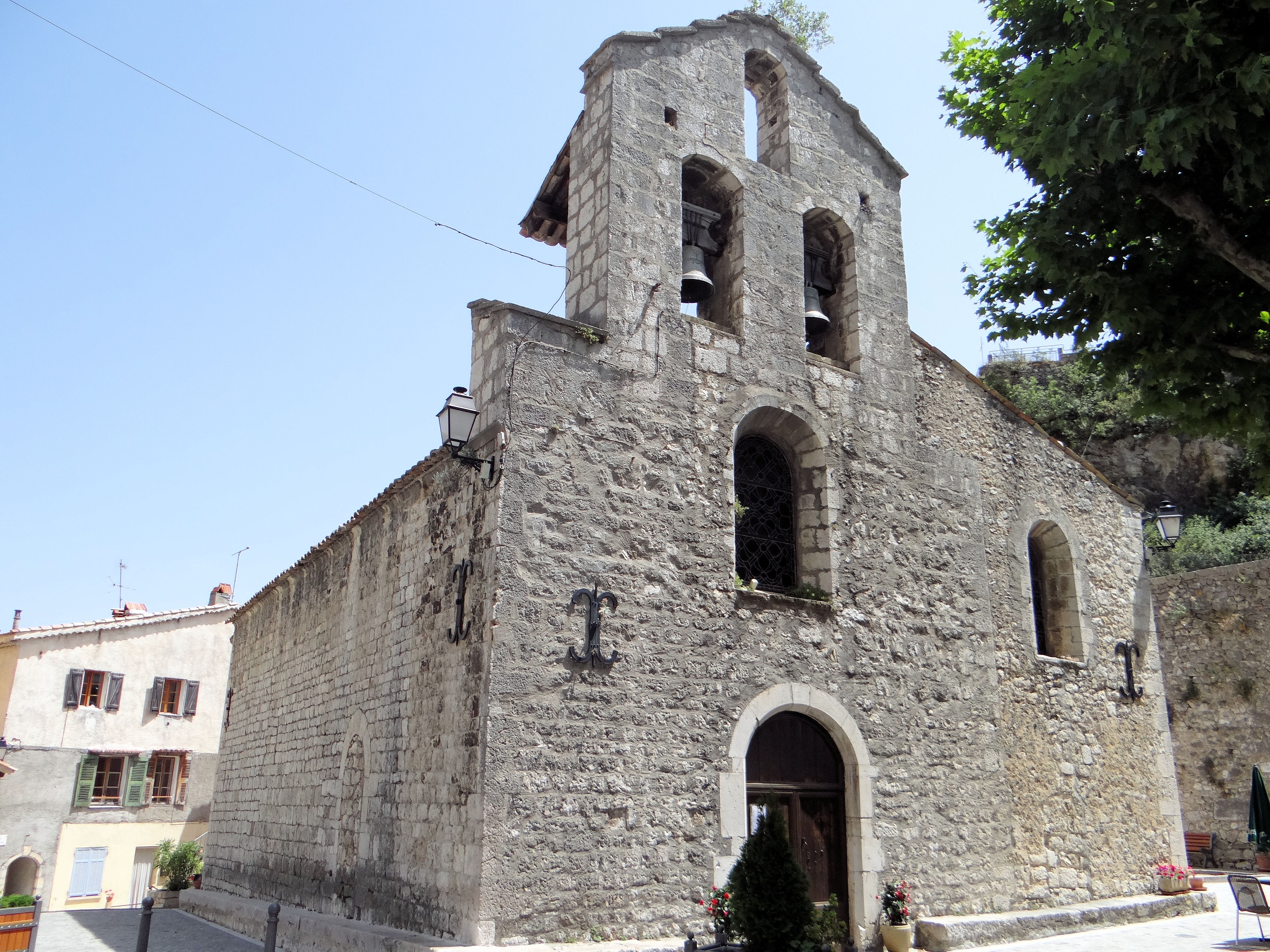
Kirche Saint-Michel
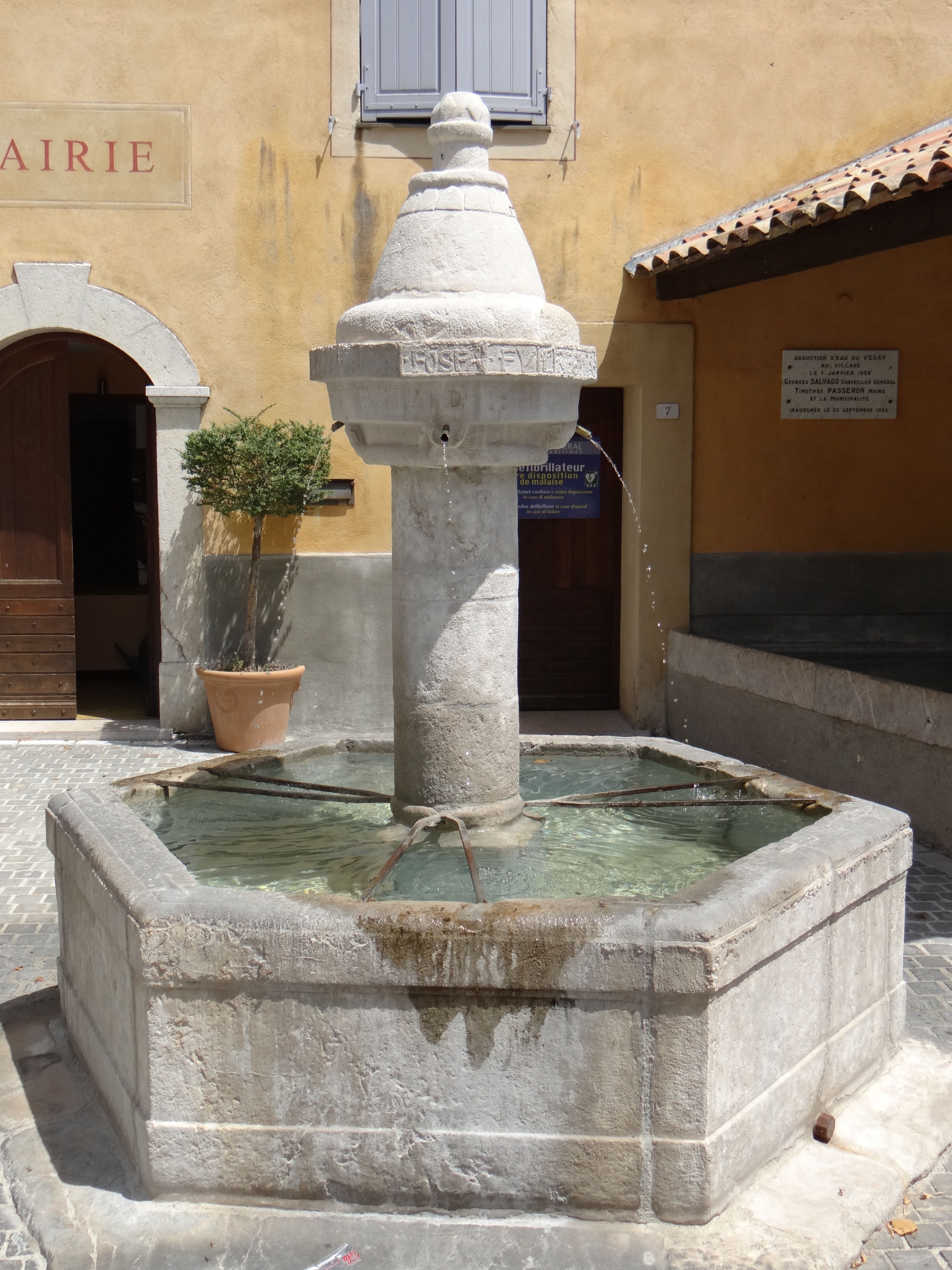
Dorfbrunnen
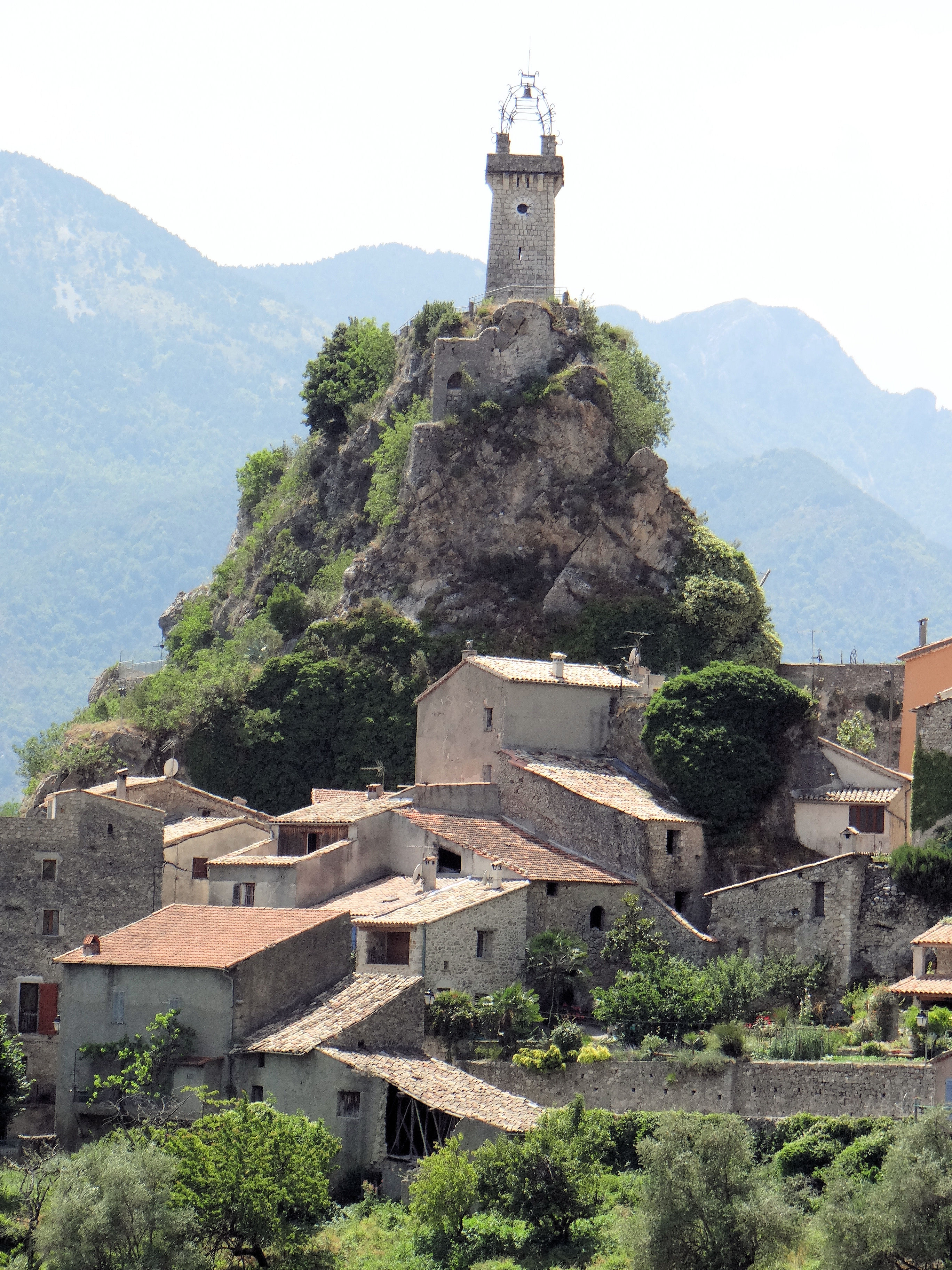
Sigale vor dem Hintergrund der ehemaligen Festung